# Heinz Klug (Geograph)
Heinz Klug (* 28. April 1933 in Mainz) ist ein deutscher Geograph.

## Leben
Nach dem Studium der Geographie, Geologie und Völkerkunde wurde er 1959 an der Universität Mainz bei Wolfgang Panzer promoviert. 1970 wurde er zum Wissenschaftlichen Rat und Professor am Kieler Geographischen Institut ernannt. 1974 nahm er einen Ruf auf den Lehrstuhl für Physische Geographie in Regensburg an. Klug kehrte 1981 nach Kiel zurück. 1998 schied er aus dem Dienst aus.

## Schriften (Auswahl)
- Das Zellertal. Eine geographische Monographie. Mainz 1959, OCLC 1068808786.
- Morphologische Studien auf den Kanarischen Inseln. Beiträge zur Küstenentwicklung und Talbildung auf einem vulkanischen Archipel. Kiel 1968, OCLC 253812749.
- mit Robert Lang: Einführung in die Geosystemlehre. Darmstadt 1983, ISBN 3-534-08053-X.
- Flutwellen und Risiken der Küste. Stuttgart 1986, ISBN 3-515-04427-2.